# Norweski sznur naramienny
Sznur naramienny w kolorach narodowych norweskich – pamiątkowa odznaka specjalna przyznawana polskim żołnierzom z Samodzielnej Brygady Strzelców Podhalańskich walczącym w kampanii norweskiej podczas II wojny światowej. Ustanowiona przez króla Haakona VII i zatwierdzona przez polskiego Naczelnego Wodza 31 marca 1941.

## Opis
Sznur jest w narodowych kolorach norweskich. Nosi się go na lewym ramieniu (pod naramiennikiem). Końcówka jest pod klapą górnej lewej kieszeni.
Wzory
- z węzłem i złotym lewkiem norweskim dla żołnierzy, którzy brali czynny udział w kampanii norweskiej.
- gładki - dla pozostałych żołnierzy brygad podhalańskich.

## Historia sznura

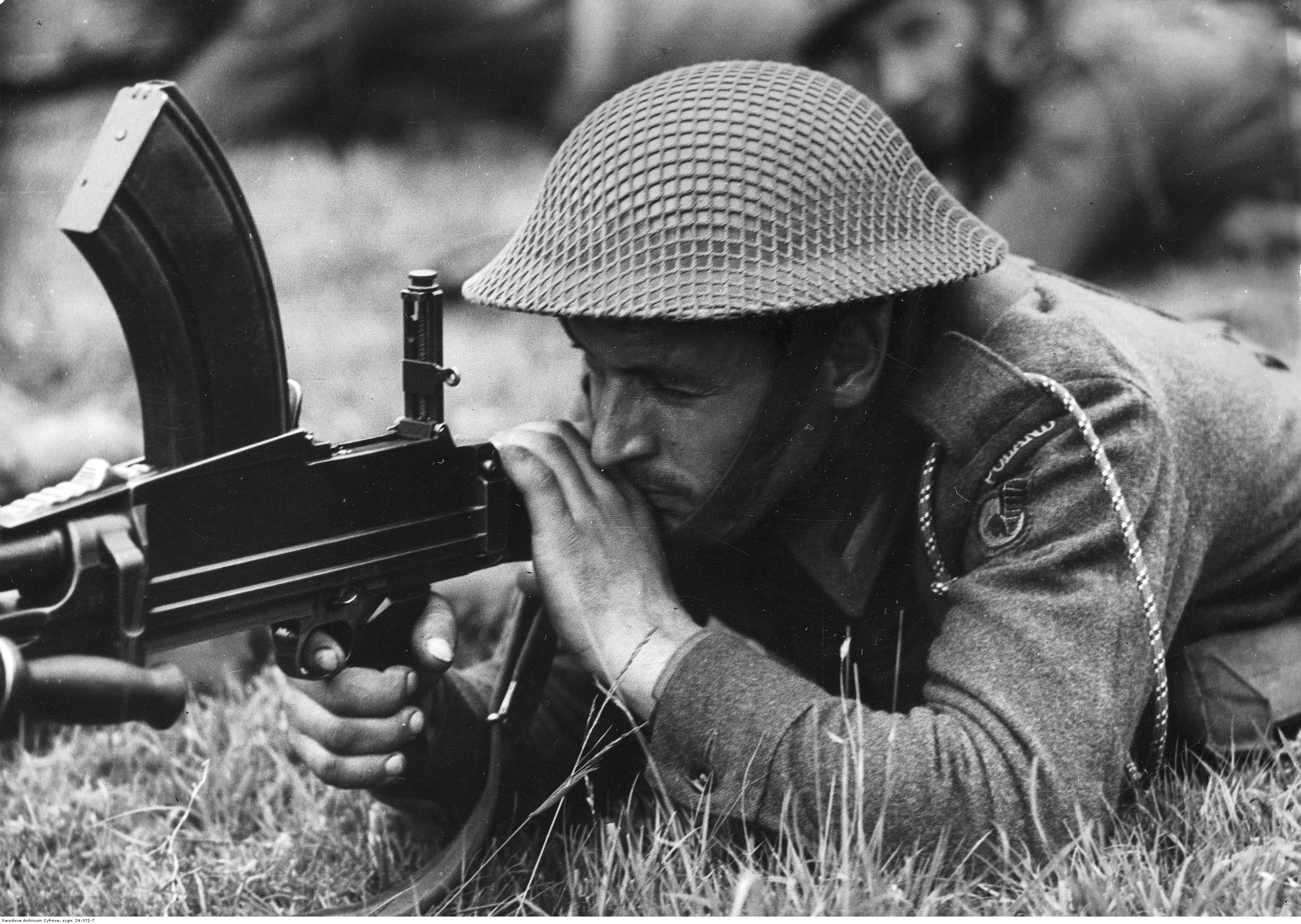
Ćwiczenia 1 Dywizji Pancernej (PSZ) przed inwazją na kontynent. Żołnierz z rkm Bren Mk I – na jego ramieniu widać norweski sznur naramienny.

Od 1931 ambasadorem Polski w Norwegii był Władysław Neumann, który po 1939 roku nadal reprezentował polski rząd emigracyjny. Był on uważany za przyjaciela króla Norwegii Haakona VII oraz innych ważnych osobistości. Po ataku Adolfa Hitlera na Norwegię Naumann opuścił kraj na jednym statku z królem. Owocem ich współpracy było wydanie w lipcu 1940 r. przez króla pozwolenia, by Polacy wprowadzili swoje sznury naramienne w barwach norweskich.
W listopadzie 1940 r. minister Neumann skontaktował się z norweskim ministrem obrony Ljunbergiem, formalnie prosząc o zezwolenie na to, by polskie oddziały walczące w Norwegii mogły nosić "sygnalny sznur w barwach norweskich". Ljunberg nie miał nic przeciwko temu, ale ostateczną decyzję miało podjąć brytyjskie Ministerstwo Wojny. 23 listopada 1940 r. Brytyjczycy powiadomili Neumanna o tym, że nie mają nic przeciwko temu pomysłowi, ale nie dadzą funduszy na ten cel.
Nadania
Pierwsze sznury otrzymał norweski generał Carl Gustav Fleischer oraz towarzyszący mu oficerowie podczas odwiedzin oddziałów armii polskiej w Szkocji. Kilka dni później otrzymali zezwolenie od Naczelnego Dowództwa na noszenie tych odznaczeń wraz z norweskimi mundurami. 25 stycznia przepisy unormowały zasady przyznawania nagrody. Pełnomocnictwo do nadawania sznura uzyskał były dowódca Samodzielnej Brygady Strzelców Podhalańskich gen. Zygmunt Bohusz-Szyszko. Gdy w sierpniu wyjechał do ZSRR przyznawanie sznurów kontynuował dowódca BSP. Kontrowersje wywołał fakt, że przyznał sznur ośmiu jugosłowiańskim oficerom służącym w batalionie. Generał Władysław Sikorski stwierdził wkrótce, że prawo do nadawania nadal przysługuje tylko gen. Szyszko Bohuszowi. Ministerstwo Wojny wysłało list do dowódcy I Korpusu w Szkocji, aby poinformował nowego dowódcę BSP, że sznur jest odznaczeniem wojennym a nie pamiątkowym oraz że nie powinien być przyznawany żołnierzom z krajów trzecich. Prawo do noszenia sznura naramiennego zostało w późniejszym czasie rozszerzone na członków załóg: ORP "Burza", ORP "Błyskawica" i ORP "Grom".